# 大野順之助
大野 順之助（おおの じゅんのすけ、1931年〈昭和6年〉1月26日 - ）は、日本人のファッションデザイナー、ファッション教育者。　株式会社アミコファッションズの現 代表取締役社長。

## 経歴・年譜
1931年（昭和6年）1月26年、中国大連市生まれ。
1957年（昭和32年）8月横浜港より単身渡米、パーソンズ・スクール・オブ・デザイン入学。
1957年（昭和32年）～1959年（昭和34年）チャールズ・ジェームズのアトリエに通う。
1958年（昭和33年）～1959年（昭和34年）人台のウルフフォーム社にも通う。
1960年（昭和35年）同校を主席で卒業。　卒業ショーのコンテストでただ一 人4部門すべてに入選、イブニングドレス部門では最優秀賞を獲得し、作品と大野氏の写真がニューヨークタイムスに紹介、同時にプラット・インスティテュートから講座を依頼され講師となる。　在学中に始めたアトリエを卒業後も継続、ジョンソン大統領（1963年～1969年）就任時に夫人（レディ・バード・ジョンソン）のイヴニングドレスをデザインした。
1963年（昭和38年）プラット・インスティテュートのファッション学科で4年生のアドヴァンスデザインとドレーピングを受け持つ。　プラット・インスティテュートの助教授に就任。
1964年（昭和39年）鯨岡阿美子がアミコファッションズを発足。
1965年（昭和40年）アミコファッションズの招聘により来日。　東京婦人子供既製服製造工業組合と大阪婦人子供服同業会の共催でアミコファッションズによる第１回立体裁断講習会が開催され、日本で最初のニューヨーク方式立体裁断講習会となる。　以後、毎年来日、アミコファッションズ主催で業界のファッションプロフェッショナル養成の特別講座を開催し、日本の既製服のレベルアップに力を尽くす。
1968年（昭和43年）「ドレスフォーム」を発売。　1965年から大野順之助の指導のもと人台「アミーカ」を製作。　それまでサイズデータの裏付けのない人台しかなかったため瞬く間に業界に広まり、JIS規格などない時代に「業界標準」を作る。
1971年（昭和46年）プラット・インスティテュート教授に就任。
1988年（昭和63年）鯨岡阿美子の逝去により、アミコファッションズの事業を継承。
1989年（平成元年）アパレル向けCADの開発に携わる。
1991年（平成3年）プラット・インスティテュートの名誉教授に就任。

## 人台（立体裁断用ボディ）開発
1965年（昭和40年）既製服用人台「アミーカ」4サイズ、7号～13号を製作。
1968年（昭和43年）「ドレスフォーム」ミス体型4サイズ、6号～12号とジュニア体型4サイズ、5号～11号を製作。
1969年（昭和44年）「ドレスフォーム」ミセス体型２サイズ、90号・95号と「ヌードフォーム」３サイズ、７号～11号を製作。
1982年（昭和57年）「ドレスフォーム」ミッシー体型１サイズ、10号を製作。
1984年（昭和59年）「ドレスフォーム」トールミス体型３サイズ、８号～12号を製作。
1993年（平成5年）「ドレスフォーム」ミセス体型新２サイズ、90号・95号とミッシー体型２サイズ、８号・12号を製作。「メンズフォーム」3サイズ83号～95号も製作。
1996年（平成8年）「スラックス」６サイズ、８号～14号と90号・95号を製作。
2014年（平成26年）「ドレスフォーム」トールミス体型1サイズ、10号セカンドエディションを製作。
2023年（令和5年）「ヘッドフォーム」を製作。

## 著書
- 『最新立体裁断』　（1970年（昭和45年）恒文社発行）
- 『大野式メンズ立体裁断』　（1974年（昭和49年）アミコファッションズ発行）
- 『AMIKO NEWS（立体裁断技術リポート）』　（1975年（昭和50年）～1982年（昭和62年）アミコファッションズ発行）の指導、執筆。
- 『パターンメーキングの原理』　（1985年（昭和60年）アミコファッションズ発行）
- 『ドレスのパターンメーキング』　（1987年（昭和62年）アミコファッションズ発行）
- 『大野順之助からのメッセージ（パターンに対する概論）』　（2012年（平成24年）1月20日新聞掲載論文・合本（Vol.1～Vol.100）アパレル工業新聞社）

## 監修（アミコファッションズ発行・出版物
- 『工業用パターンガイドブック』　（1981年（昭和56年）アミコファッションズ発行）
- 『スカートのパターンメーキング』、『ブラウスのパターンメーキング』、『ジャケットのパターンメーキング』、『アウトドアウェアのパターンメーキング』　（1986年（昭和61年）～1987年（昭和62年）アミコファッションズ発行）
- 『ザ・速答』、『ザ・速答パート2』　（1991年（平成3年）～1992年（平成4年）アミコファッションズ発行）
- 『スカート＆スラックス』　（1993年（平成5年）アミコファッションズ発行）
- 『ジャケット＆コート』　（1995年（平成7年）アミコファッションズ発行）

## 執筆中
- 『大野順之助からのメッセージ（パターンに対する概論）』　（1989年（平成元年）～ 現在、 アパレル工業新聞）

## 掲載
- 望星 『連載4現代の勝負師』和魂洋裁のひと　（1977年（昭和52年）4月号 東海教育研究所）
- ブラザー縫製ジャーナル No.29  『特集/人材こそアパレル企業発展のカギ』
- 服飾タイムス 『人間と洋服を識る！』　（1977年（昭和52年）5月31日 ）服飾タイムス）
- 繊研新聞 『ニューライン』　（1977年（昭和52年）9月10日 繊研新聞）
- 日経産業新聞 『そこが知りたい』　（1978年（昭和53年）7月26日 日経産業新聞）
- アパレル工業新聞 『プロによるプロの講習』　（2014年（平成26年）8月1日 アパレル工業新聞）
- アパレル工業新聞 『コロナ経て「変わるモノ作り」に照準』　（2021年（令和3年）3月1日 アパレル工業新聞）
- 繊研新聞 『服作りを変えた人』1～5　(2021年（令和３年）6月15日～6月22日 繊研新聞）

## 立体裁断講習会
1965年（昭和40年）東京婦人子供既製服製造工業組合と大阪婦人子供服同業会の共催で始まったアミコファッションズによる立体裁断講習会は現在も継続して開催されている。

## 技術提供
- 株式会社 ワールド　技術開発部顧問
- 株式会社 ライカ　技術顧問